# Arhopala morphina
Arhopala morphina är en fjärilsart som beskrevs av William Lucas Distant 1884. Arhopala morphina ingår i släktet Arhopala och familjen juvelvingar. Inga underarter finns listade i Catalogue of Life.